# Land Rover Discovery
Land Rover Discovery – samochód osobowy typu SUV klasy średniej, a następnie klasy wyższej produkowany pod brytyjską markę marką Land Rover od 1989 roku. Od 2016 roku produkowana jest piąta generacja modelu.

## Pierwsza generacja

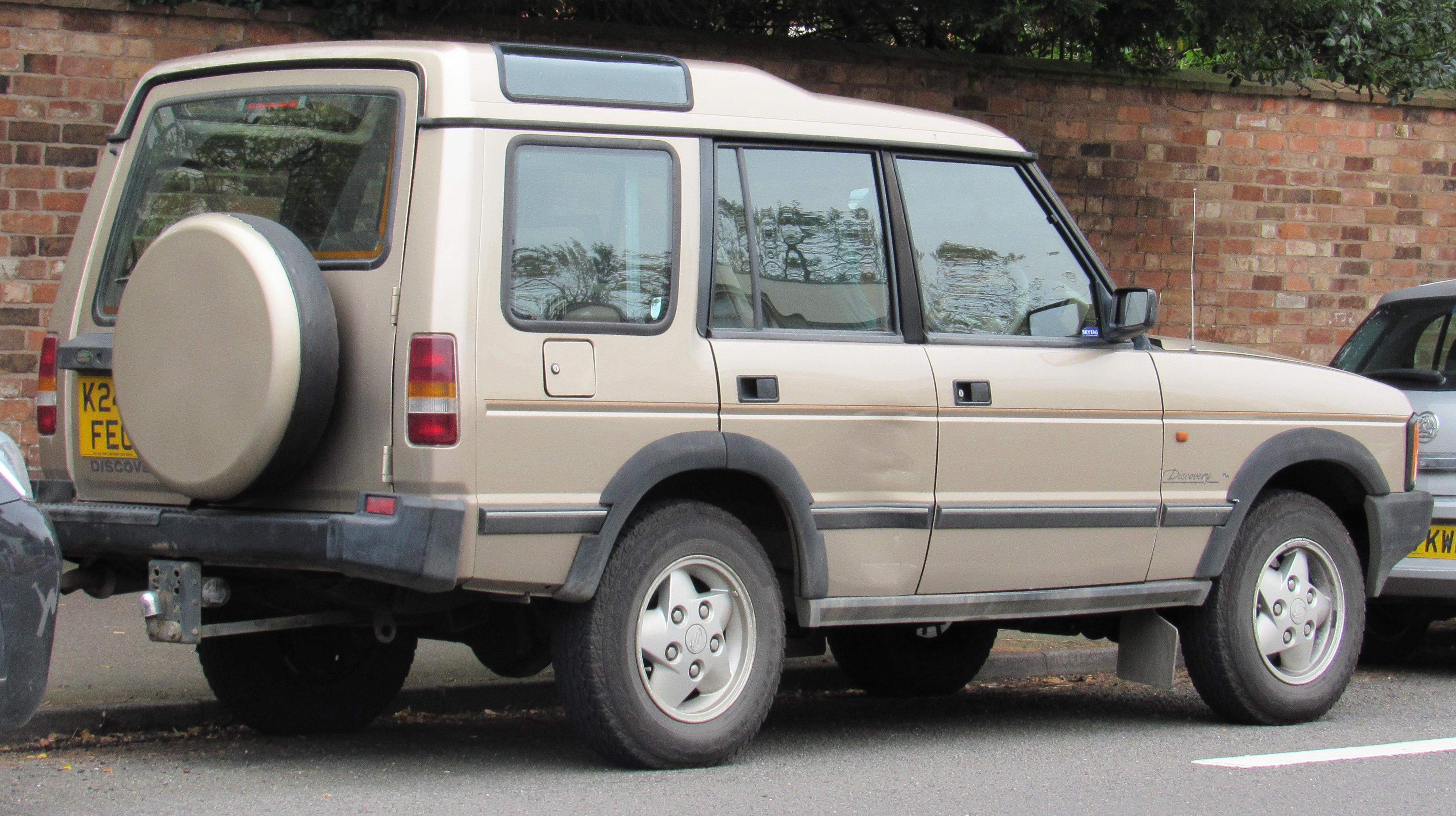
Land Rover Discovery I - tył

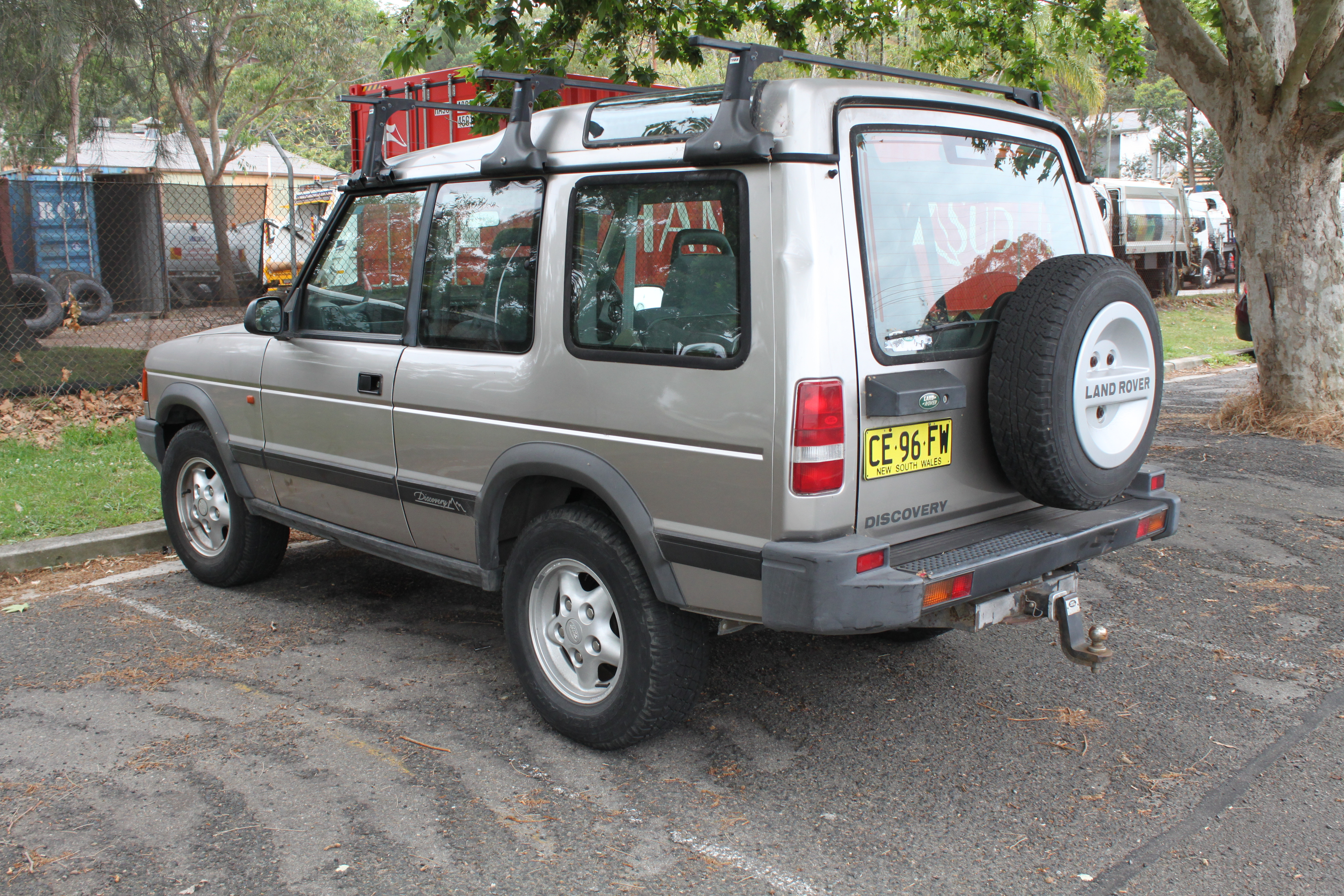
Land Rover Discovery I w wersji trzydrzwiowej

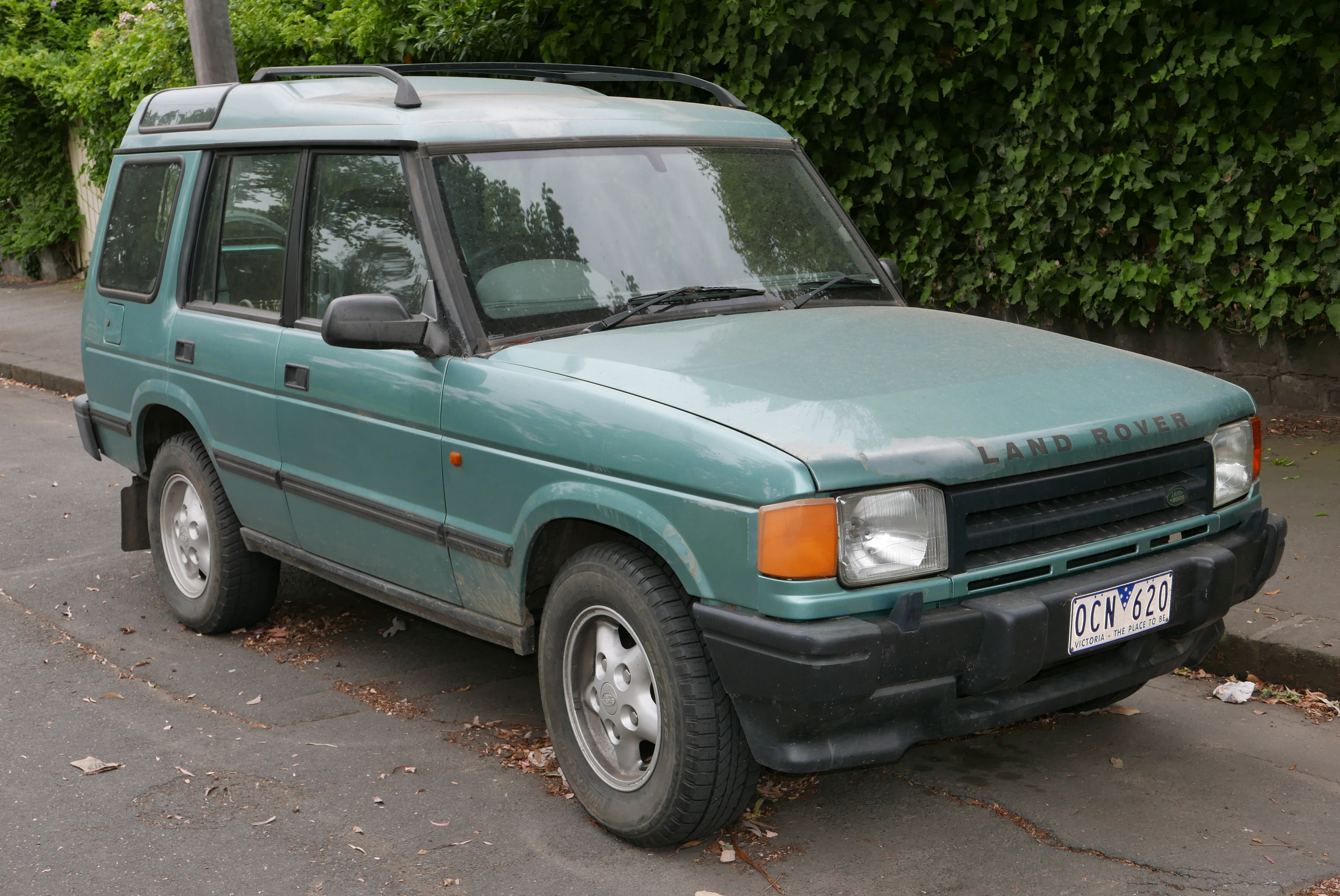
Land Rover Discovery I po liftingu

Land Rover Discovery I produkowany był w latach 1989 - 1998. 
Był to pierwszy nowy typ pojazdu marki od 1970 roku, kiedy to wprowadzono do produkcji model Range Rover.
Model miał stanowić alternatywę dla bardziej roboczego Land Rovera Defender a także konkurencję dla zdobywających popularność terenówek z Dalekiego Wschodu. Tradycyjnie dla marki Land Rover, zastosowano w nim stały napęd na cztery koła z centralnym dyferencjałem. Początkowo pojazd dostępny był tylko w wersji 3-drzwiowej. W 1990 roku wprowadzono do produkcji wersję pięciodrzwiową.
W 1994 roku auto otrzymało niewielki face lifting.

### Wersje specjalne
- Country Life (Szwajcaria, 1991)
- Orienteer (Australia, 1992)
- Freestyle (Francja, 1993)
- County Rider (Francja, 1993)
- Rossignol (Australia, 1993)
- Camel Trophy (Japonia, 1995)
- Sunseeker (Niemcy, 1996)
- Goodwood (Wielka Brytania, 1997)
- Horse and Hound (Wielka Brytania, 1997)
- Argyll (Wielka Brytania, 1997)
- Aviemore (Wielka Brytania, 1998)
- Anniversary 50 (Wielka Brytania, 1998)
- Safari (Wielka Brytania, 1998)
- Trophy (Holandia)
- Camel Trophy (Niemcy, 1998)
- Trophy (Niemcy, 1998)
- Esquire (Niemcy, 1998)

## Druga generacja

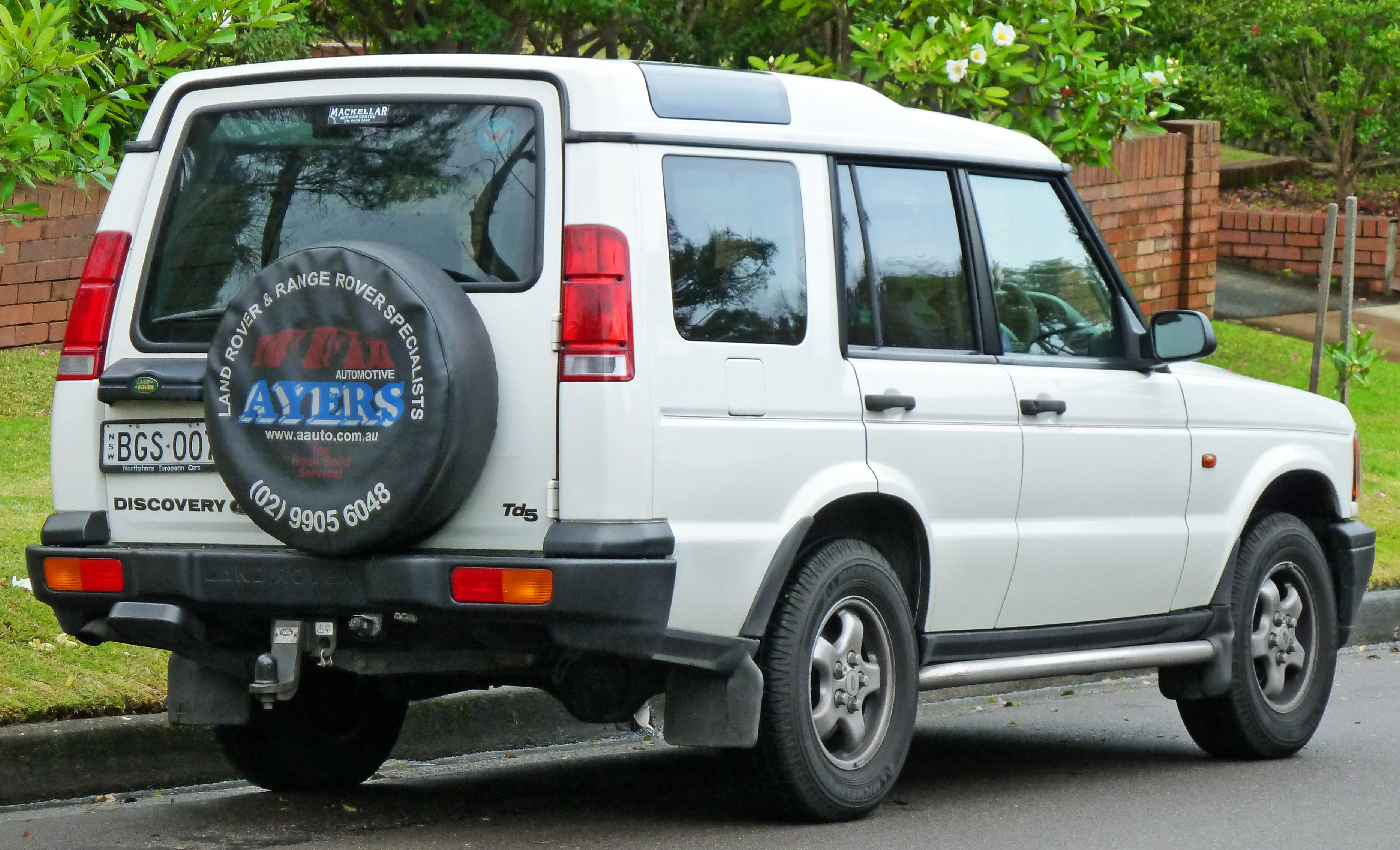
Land Rover Discovery II - tył

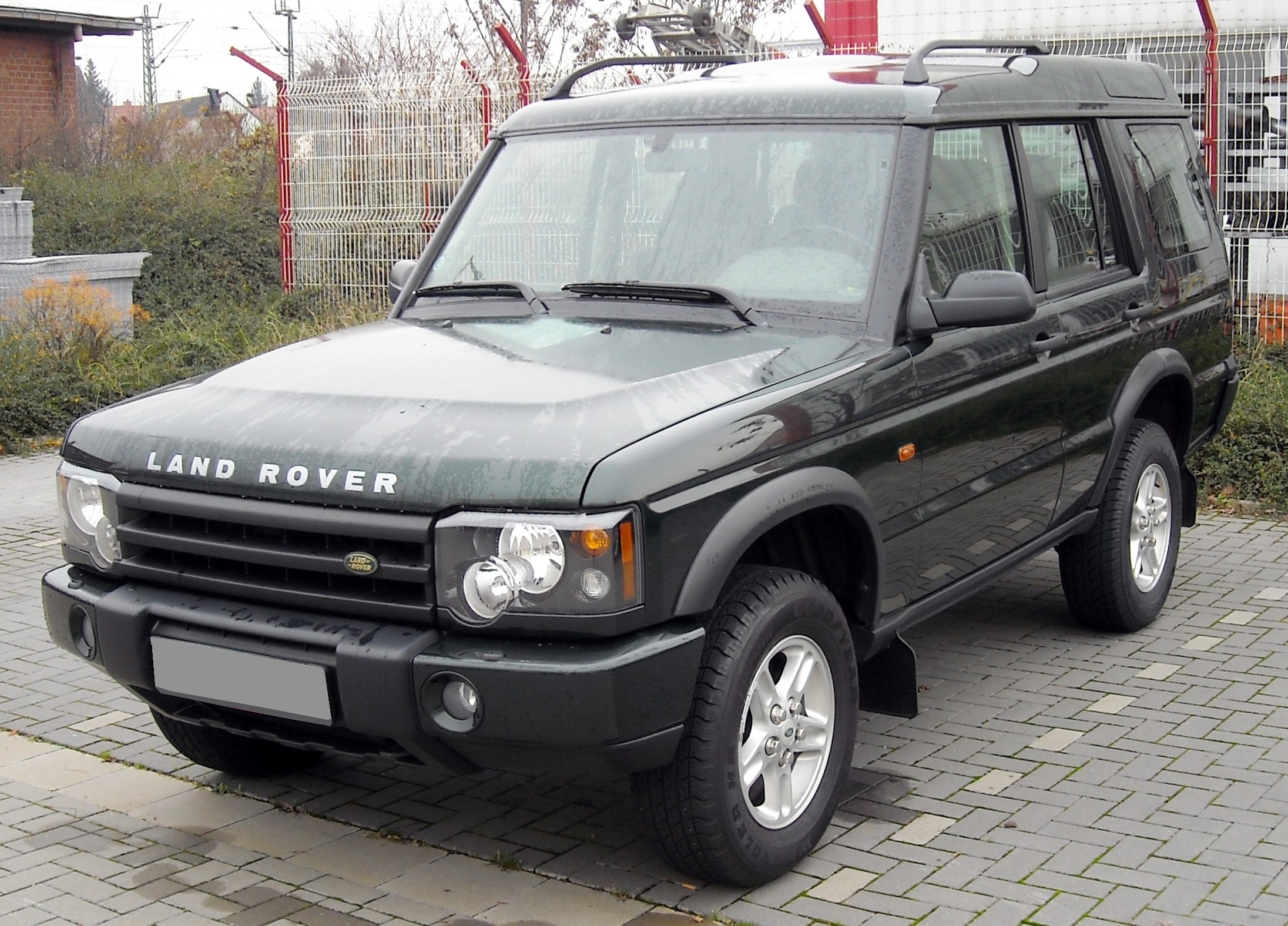
Land Rover Discovery II po liftingu

Land Rover Discovery II został zaprezentowany po raz pierwszy w 1998 roku.
Choć samochód wyraźnie przypomina głęboko zmodyfikowany model z 1989 roku, to jednak odróżnia się od poprzednika i posiada wiele cech świadczących, że jest to zupełnie odrębny model. Auto otrzymało nowe silniki, mosty napędowe, nadwozie, ramę, zawieszenie, elektroniczne systemy kontroli trakcji oraz pokonywania wzniesień.
W 2003 roku auto przeszło facelifting. Zmieniono m.in. przednie reflektory.

## Trzecia generacja

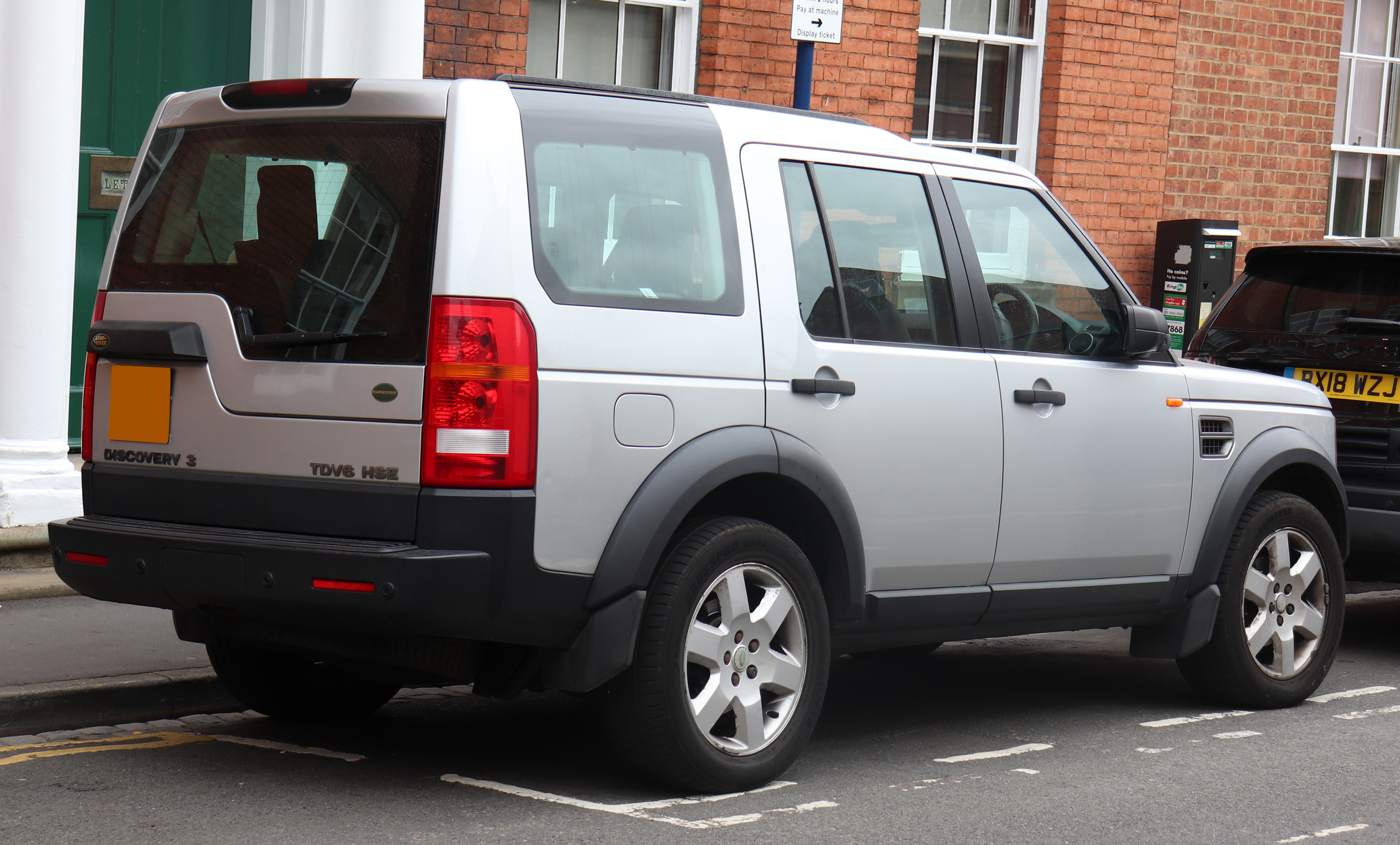
Land Rover Discovery III - tył

Land Rover Discovery III został zaprezentowany po raz pierwszy w 2004 roku.
Choć to trzecia generacja Discovery, to jest to po raz pierwszy od czasu premiery w 1989 roku całkowicie nowy model w gamie. Auto otrzymało zupełnie nową konstrukcję podwozia zwaną IBF (Integrated Body Frame - rama zintegrowana z nadwoziem), która zmniejszyła możliwości terenowe, ale dzięki której pojazd zyskał zupełnie nową, atrakcyjną stylizację i ładniejsze wnętrze. Standardowo pojazd wyposażono w stały napęd na cztery koła, reduktor oraz blokadę centralnego mechanizmu różnicowego. Opcjonalnie pojazd wyposażyć można było w blokadę tylnego mostu.

### Wyposażenie
- S
- SE
- HSE

Standardowe wyposażenie z zakresu bezpieczeństwa obejmuje m.in. system ABS, ESP, ETC oraz HDC. Auto standardowo posiada system Terrain Response, którym poprzez pokrętło na desce centralnej można wybrać rodzaj nawierzchni po której się porusza, a elektronika dostosuje ustawienia napędu i podwozia.

## Czwarta generacja

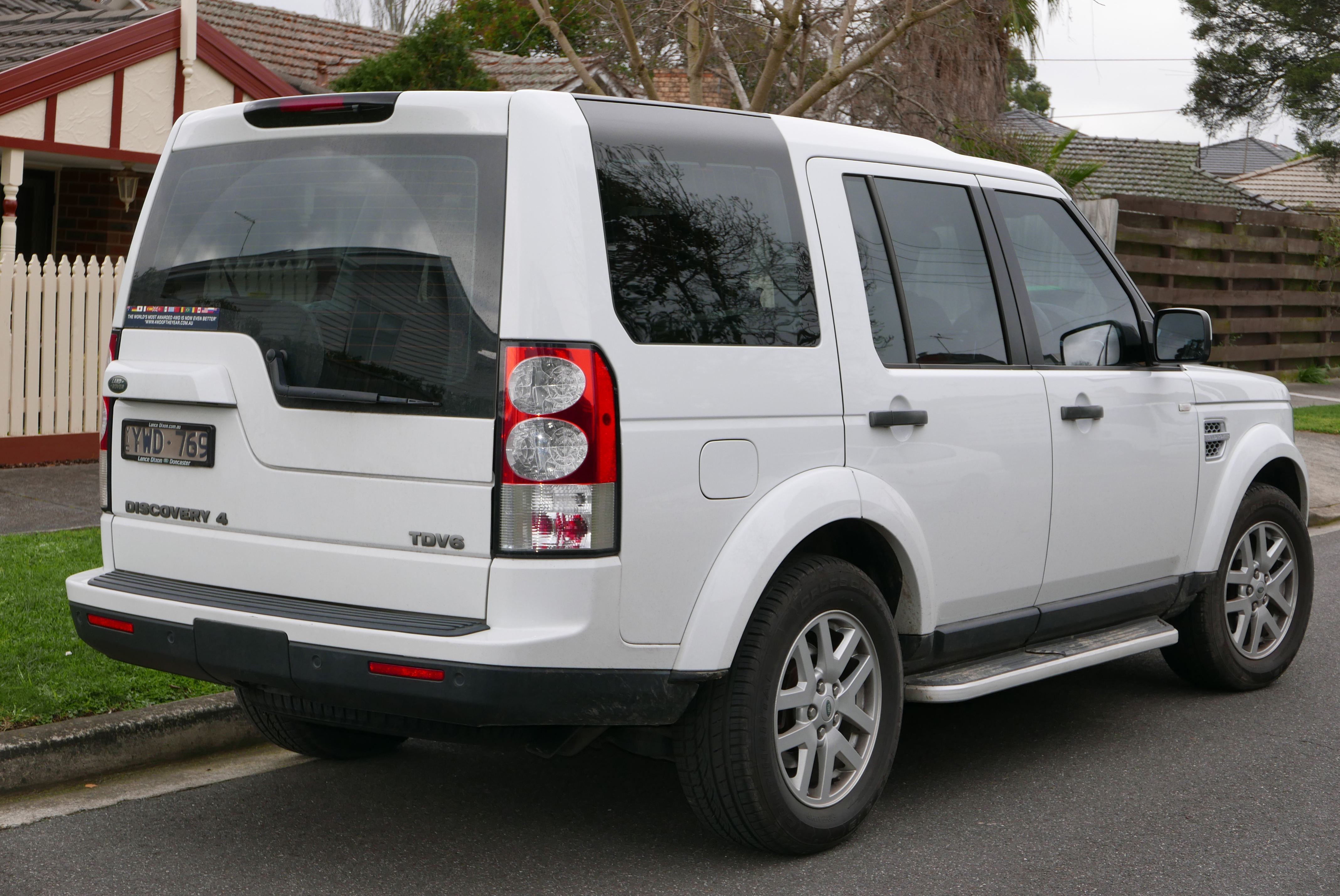
Land Rover Discovery IV - tył

Land Rover Discovery IV został zaprezentowany po raz pierwszy w 2009 roku.
Pomimo pozycjonowania jako nowy model, Discovery 4 to nic innego, jak zmodernizowana trzecia generacja. Poza przeprojektowanym przodem i tylnymi lampami przestylizowano konsolę centralną. Ponadto, dokonano szeregu drobnych zmian mechanicznych. 

### Wersje wyposażeniowe
- S
- SE
- HSE

## Piąta generacja

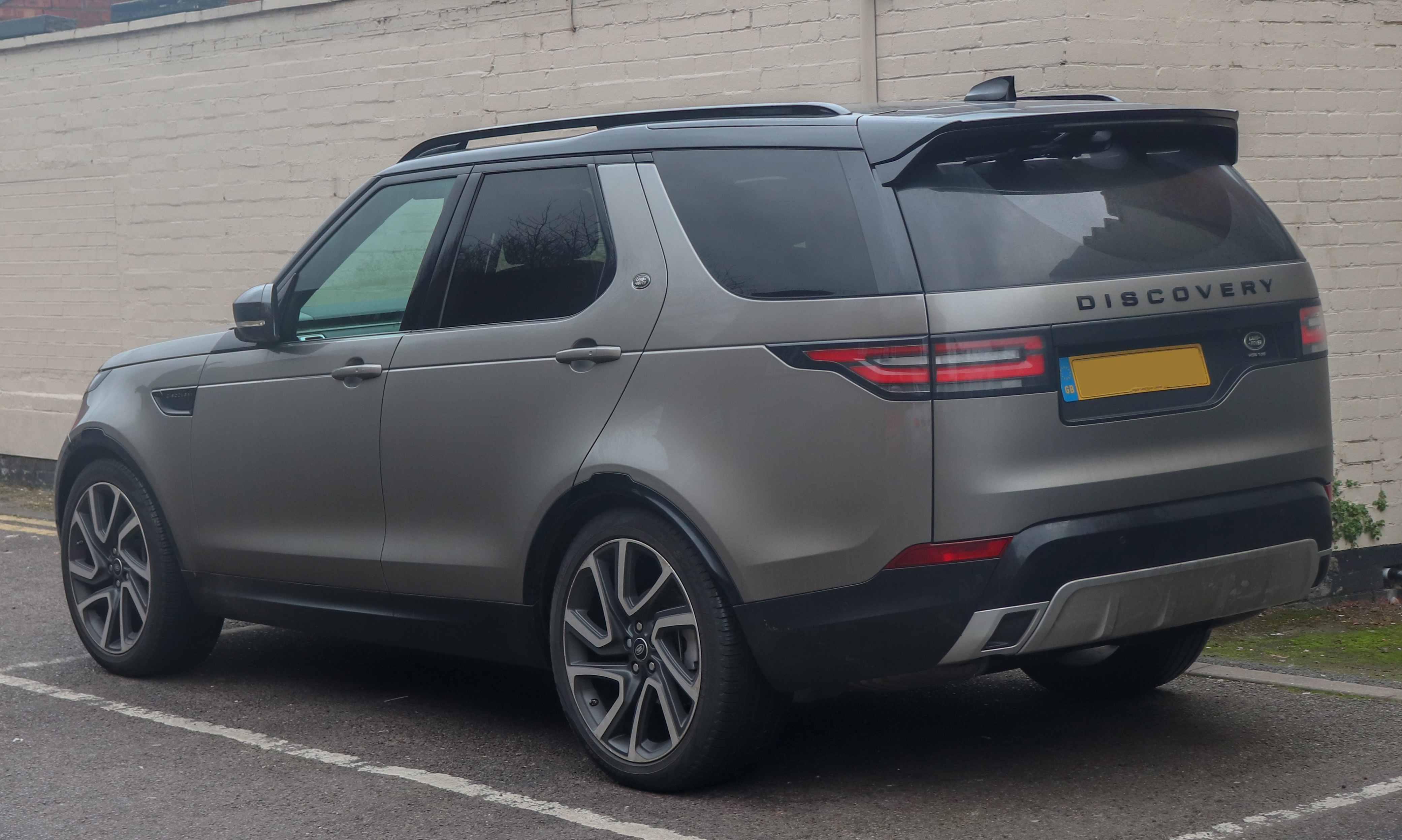
Land Rover Discovery V - tył

Land Rover Discovery V został zaprezentowany po raz pierwszy w 2016 roku.
Pozycjonowany jako piąte, a de facto czwarte wcielenie Discovery zadebiutowało jesienią 2016 roku na Paris Motor Show. Na polskim rynek model trafił z początkiem 2017 roku. Samochód został skonstruowany na nowej platformie, dzięki której stał się o ponad 400 kg lżejszy od poprzednika. Land Rover w V generacji Discovery zaoferował nowy silnik - 4-cylindrowego diesla z rodziny Ingenium w wersji 180 i 240-konnej. Ta druga wyposażona jest w dwie turbiny. 
W opcji dostępna jest skórzana tapicerka, pneumatyczne zawieszenie, do 9 portów USB, lodówka w podłokietniku czy specjalna bransoletka na nadgarstek zamiast tradycyjnego kluczyka. 
Land Rover Discovery V oferuje on w opcji dwa dodatkowe fotele w bagażniku. Producent podkreśla, że są to w pełni funkcjonalne miejsca (fotele mogą być podgrzewane) i Land Roverem Discovery V może podróżować nawet 7 osób.

### Produkcja
Jest to ostatni w historii Land Rover Discovery produkowany w rodzimych zakładach w brytyjskim Solihull. Pod koniec 2018 roku produkcja została przeniesiona do nowo wybudowanych zakładów Jaguar/Land Rover w Nitrze na Słowacji.